# The Necklace
The Necklace è un cortometraggio muto del 1909 diretto da David W. Griffith. Prodotto e distribuito dalla Biograph Company, il film uscì nelle sale il primo luglio 1909.
Il soggetto è tratto da La collana, celebre racconto di Guy de Maupassant apparso sul quotidiano Le Gaulois nel 1884, ed è la prima di numerose versioni cinematografiche.

## Trama
Per apparire in tutto il suo splendore a una festa, una giovane signora chiede a una conoscente di imprestarle un gioiello di gran valore. Perde però la collana e, per non confessare l'accaduto alla proprietaria, si riduce negli anni a venire a una vita di stenti in cui coinvolge il marito, per poter ripagare un gioielliere che le ha fornito una copia della collana perduta. Anni dopo, persa la giovinezza e la bellezza, scopre che quella che lei aveva sempre creduto essere una preziosa collana in realtà era un falso.

## Produzione
Il film fu prodotto dalla Biograph Company e venne girato nello studio di New York.

## Distribuzione
Distribuito dalla Biograph Company, il film - un cortometraggio in una bobina - uscì nelle sale cinematografiche statunitensi il 1º luglio 1909. Il copyright del film, richiesto dalla Biograph Co., fu registrato il 3 luglio 1909 con il numero H129504.

## La collana (versioni cinematografiche)
- The Necklace, regia di D.W. Griffith (1909)
- The Diamond Necklace, regia di Denison Clift (1921)
- Yichuan zhenzhu, regia di Zeyuan Li (1926)